# Manuel Siurot (métro de Séville)
Manuel Siurot est une future station de la ligne 3 du métro de Séville. Elle sera située sous l'avenue Manuel-Siurot, dans le district de Bellavista–La Palmera, à Séville.

## Situation sur le réseau
Établie en souterrain, Manuel Siurot sera une station de passage de la ligne 3 du métro de Séville. Elle sera située après Parque de María Luisa, en direction du terminus nord de Pino Montano Norte, et avant Hospital Virgen del Rocío, en direction du terminus sud de Hospital de Valme.

## Histoire
L'emplacement de la station est présenté au public le 26 juin 2020, lors de l'annonce de l'attribution du marché public de mise à jour des études et du plan d'exécution du tronçon sud de la ligne 3.